# Landkreis Zwickauer Land
Der Landkreis Zwickauer Land war ein Landkreis im Südwesten des Freistaates Sachsen. Nachbarkreise waren im Norden der thüringische Landkreis Altenburger Land, im Nordosten der Landkreis Chemnitzer Land, im Osten der Landkreis Stollberg, im Süden der Landkreis Aue-Schwarzenberg, im Südwesten der Vogtlandkreis und im Westen der thüringische Landkreis Greiz. Die kreisfreie Stadt Zwickau war nahezu ganz vom Landkreis Zwickauer Land umgeben. Der Landkreis Zwickauer Land ist mit Wirkung ab dem 1. August 2008 im Landkreis Zwickau aufgegangen.

## Geografie
Der Landkreis Zwickauer Land lag im Südwesten des sächsischen Freistaates. Südwestlich lag das Vogtland, im Süden und Südwesten das Erzgebirge. Durchflossen wurde das Kreisgebiet von der Zwickauer Mulde und der Pleiße.
Ein dichtes Netz von Wegen erschloss die hügelige Region, in der sich Wiesen und Felder mit bewaldeten Rainen und kleinen Wäldern abwechseln.

## Wirtschaft
Die Region ist traditionell geprägt durch Bergbau, Fahrzeugbau, Textilindustrie, Werkzeug- und Maschinenbau. Damit verfügte der Landkreis durch die mehr als 100-jährige industrielle Entwicklung über ein breit gefächertes Arbeitskräftepotential. Neben großen Unternehmen wie VW Sachsen und GKN (in Zwickau-Mosel), Buderus, Saxas prägte vor allem der Mittelstand die wirtschaftliche Stärke der Region. Im Landkreis wurde der Tourismus entwickelt, durch ihn führte die Silberstraße. Der Landkreis war Mitglied in der Wirtschaftsregion Chemnitz-Zwickau.

## Verkehr
Der Landkreis wurde von den Autobahnen 4 und 72 sowie den Bundesstraßen 93, 173 und 175 durchschnitten. Vom Hauptbahnhof Zwickau aus bestand eine Bahnverbindung nach Dresden und Nürnberg. Daneben gab es Direktverbindungen nach Hof, Plauen, Chemnitz, Aue, Johanngeorgenstadt, Kraslice, Altenburg, Leipzig, Gera und Göttingen. Den Nahverkehr unterhielten die Regionalverkehrsbetriebe Westsachsen, ein Unternehmen im Verkehrsverbund Mittelsachsen. 

Der nächstgelegene Regionalflughafen war der Leipzig-Altenburg Airport, wo u. a. Ryanair nach London-Stansted flog.

## Geschichte
Die Regionalverwaltung in Sachsen bekam 1835 eine neue Struktur. An die Stelle der Kreishauptleute traten die vier Kreisdirektionen Dresden, Leipzig, Bautzen und Zwickau. Zur Zwickauer Kreisdirektion gehörten die Amtshauptmänner in Zwickau, Chemnitz, Wolkenstein, Plauen und in den Schönburgischen Rezessherrschaften. Dem Amtshauptmann von Zwickau wiederum unterstanden die Ämter in Zwickau, Kirchberg, Werdau, Schwarzenberg und Eibenstock, dem der Schönburgischen Rezessherrschaften die Ämter Hartenstein, Lichtenstein, Stein, Waldenburg und Glauchau.
Mit der Errichtung neuer Gerichts- und Verwaltungsstellen – den Gerichtsämtern – wurde 1856 ein wichtiger Schritt in Richtung „moderne Verwaltung“ getan. Die alte Ämtereinteilung in ihrer Unübersichtlichkeit konnte damit überwunden werden.
1873 wurden Justiz und Verwaltung getrennt; die Gerichtsämter waren nur noch für die Justiz zuständig, während die neu gebildeten Amtshauptmannschaften die Verwaltungsaufgaben übernahmen. Als unmittelbare Organe der sächsischen Staatsregierung wurden anstelle der alten Kreisdirektionen vier Kreishauptmannschaften eingerichtet. Die Zwickauer Kreishauptmannschaft bestand aus den Amtshauptmannschaften Annaberg, Auerbach/Vogtl., Chemnitz, Flöha, Marienberg, Oelsnitz/Erzgeb., Plauen, Schwarzenberg und Zwickau.
Im Jahre 1878 übernahm der sächsische Staat die Justiz- und Verwaltungshoheit in den Schönburgischen Rezessherrschaften und bildete die Amtshauptmannschaft Glauchau. Ein amtshauptmannschaftliches Zweigamt Werdau wurde 1919 geschaffen, das 1920 zu einer selbständigen Amtshauptmannschaft wurde, aber 1933 wieder an Zwickau fiel.
Die Gemeindeverfassung von 1946 sowie die Sächsische Verfassung von 1947 schufen im Land Sachsen wieder demokratische Verhältnisse, wie sie vor dem Beginn der Hitlerdiktatur bestanden hatten.
Die Verwaltungsreform von 1952 liquidierte das Land Sachsen. Gleichzeitig wurde das Kreisgebiet in die Kreise Werdau und Zwickau-Land zerteilt. Ein Teil des Kreisgebiets ging auch an den neuen Kreis Reichenbach. Dagegen wurde der Mülsengrund aus dem Landkreis Glauchau herausgelöst und dem Kreis Zwickau-Land zugeschlagen.
Im Rahmen der Wende kam es am 9. November 1989 zum Fall der Berliner Mauer. Mit den Wahlen zum Sächsischen Landtag am 14. Oktober 1990 schließlich entstand nach 38 Jahren Sachsen wieder.
Nach der Wiedervereinigung konnten die Kreise Zwickau und Werdau partnerschaftliche Beziehungen zum hessischen Landkreis Darmstadt-Dieburg, dem bayerischen Landkreis Kulmbach und später zum Landkreis Miesbach aufnehmen.
Am 6. Mai 1990 fanden Kommunalwahlen statt. Auf der konstituierenden Sitzung des Kreistages wurde Christian Otto zum Landrat gewählt. Im Kreis Werdau wählten die Bürger Georg Hamburger zum Landrat.
Mit der Kreisreform entstand am 1. August 1994 aus den bisherigen Landkreisen Zwickau und Werdau sowie aus den beiden bisher zum Landkreis Glauchau gehörenden Gemeinden Dennheritz und Schlunzig der Landkreis Zwickauer Land mit dem Kreissitz in Werdau. Wie ein Kragen umschloss er zu diesem Zeitpunkt die kreisfreie Stadt Zwickau. Mit dem Abschluss der Gemeindegebietsreform am 1. Januar 1999 veränderte der Landkreis ein weiteres Mal sein geografisches Gesicht. Die Orte Cainsdorf, Mosel, Oberrothenbach und Schlunzig wurden in die Stadt Zwickau eingemeindet. Gerichtliche Klagen blieben ohne Erfolg. In den vorhergehenden Jahren hatten sich die Orte Crossen, Schneppendorf und Hartmannsdorf auf freiwilliger Basis Zwickau angeschlossen. Der so genannte Kragenkreis wurde durchbrochen. Die Stadt Zwickau grenzte nun in ihrem nördlichen Bereich direkt an den Landkreis Chemnitzer Land.
Der Landkreis Zwickauer Land ist mit Wirkung vom 1. August 2008 im neuen Landkreis Zwickau aufgegangen.

## Bauwerke

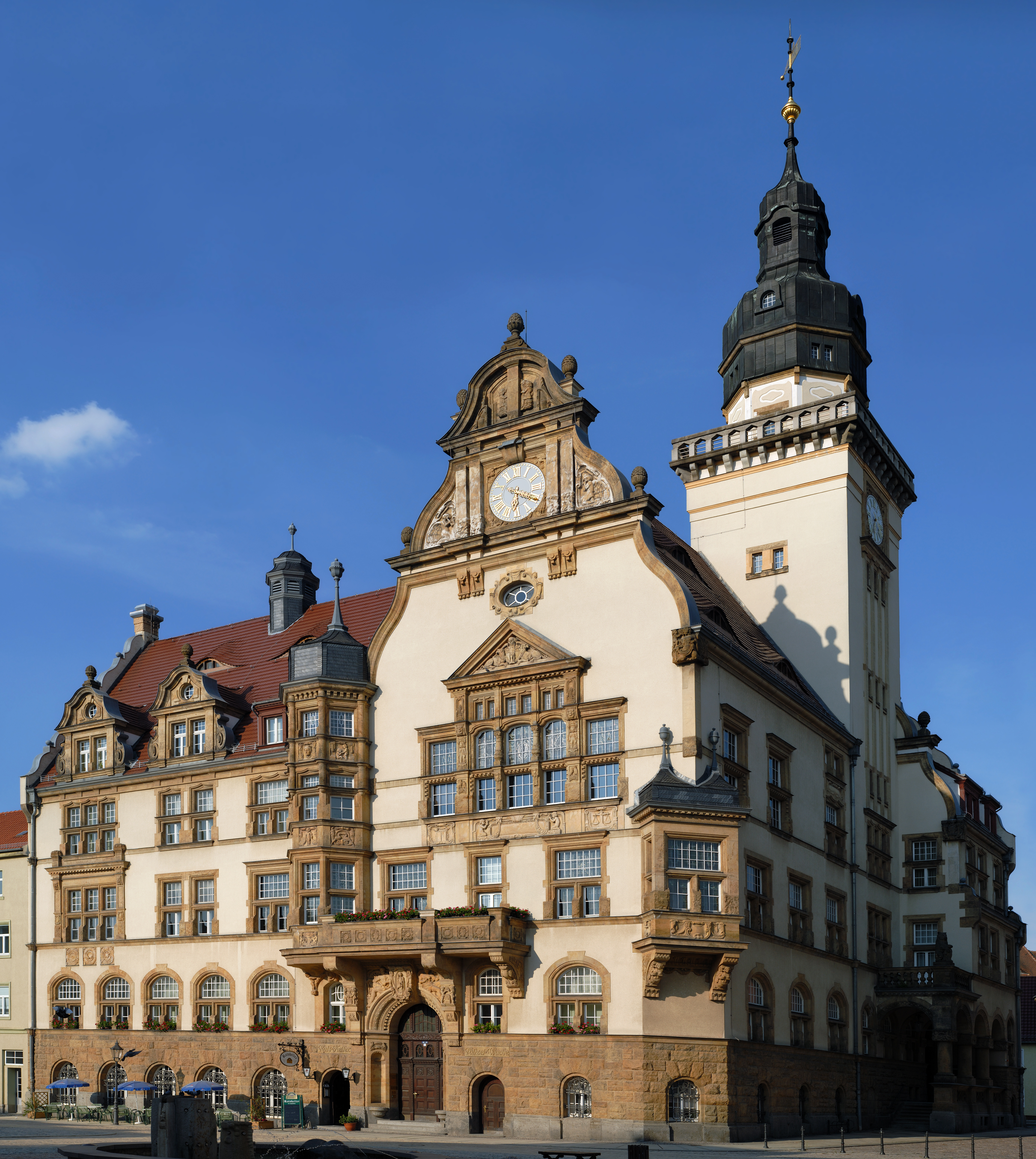
Rathaus in Werdau

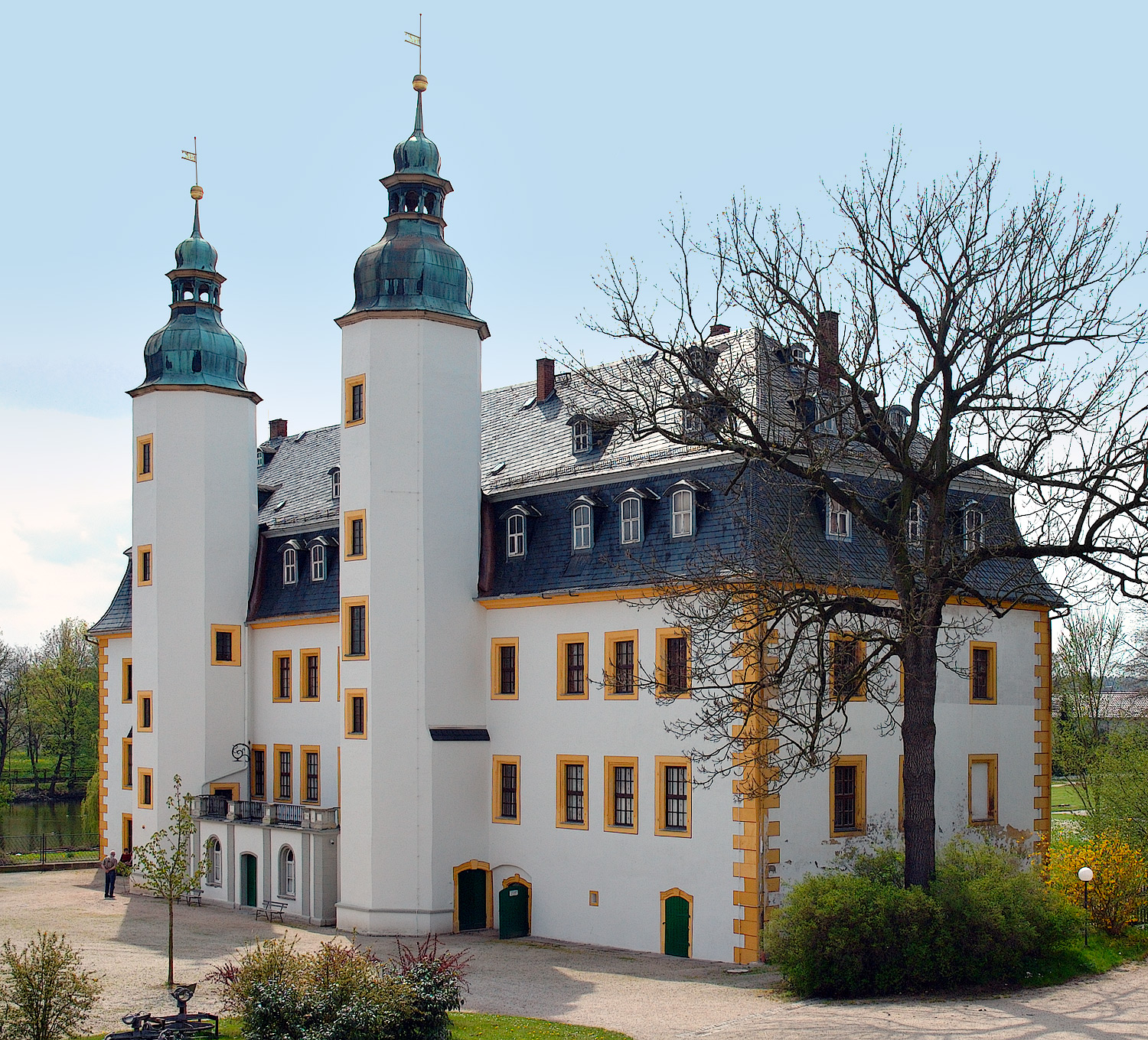
Schloss Blankenhain

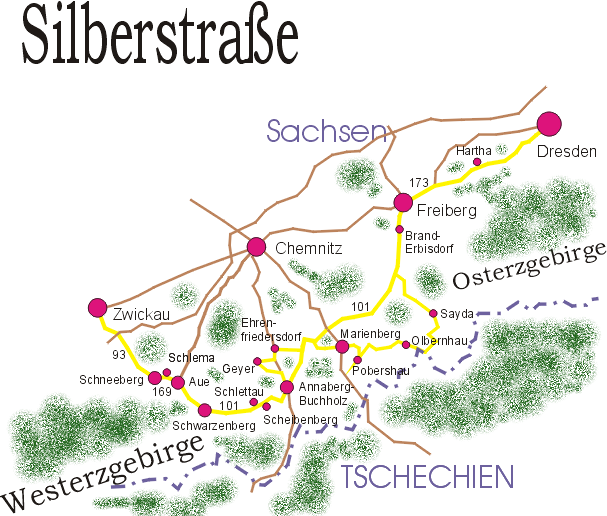
Karte der Silberstraße

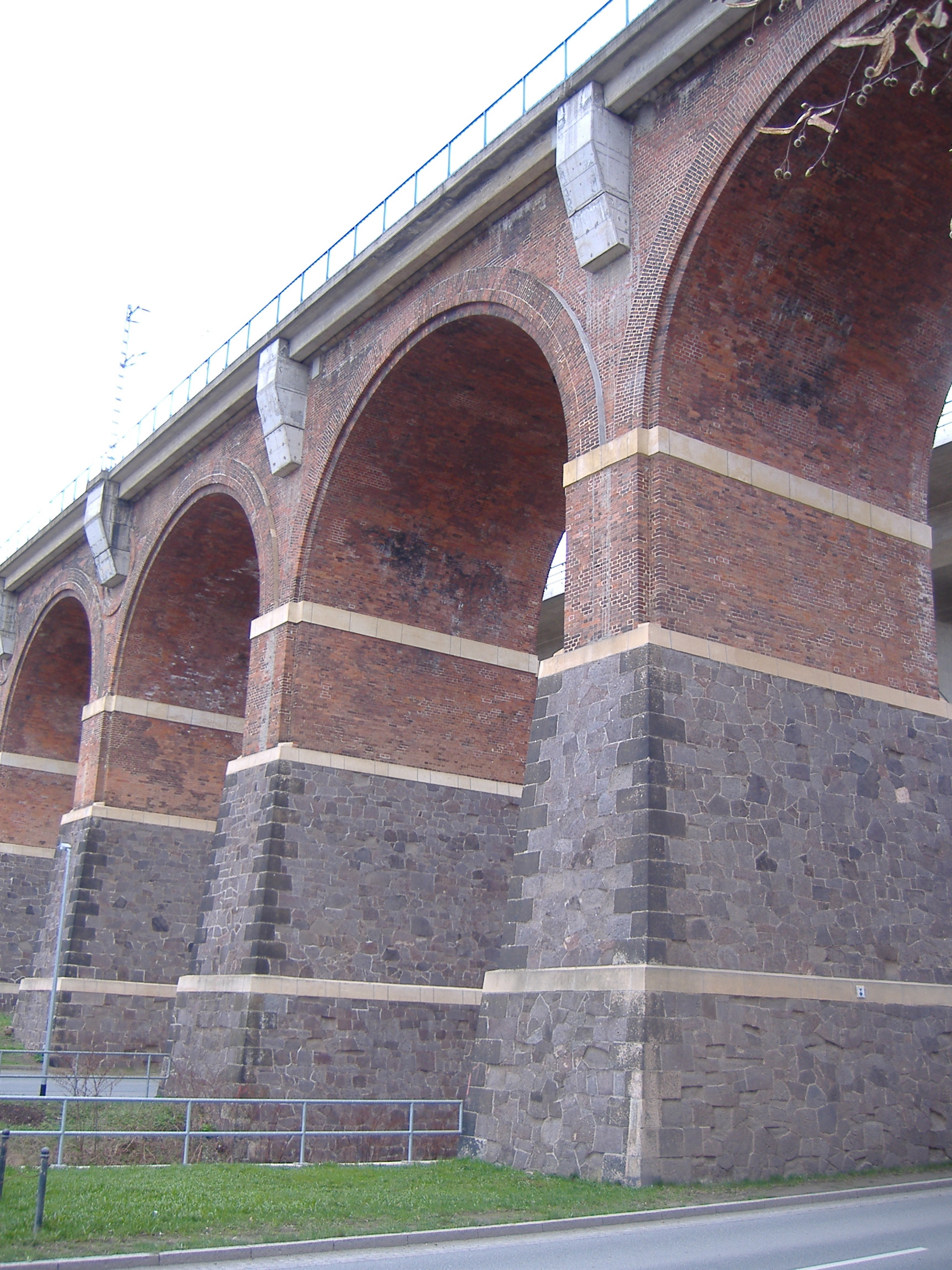
Leubnitzviadukt, Ziegelbau von 1845

Der Landkreis besaß ein reiches archäologisches und bauliches Erbe aus den Jahrhunderten der Siedlungsgeschichte.
Besonders charakteristisch waren die langgestreckten Waldhufendörfer, die sich in den Seitentälern der Flüsse ausgebreitet hatten. Die burgartig geschlossenen Drei- und Vierseithöfe gaben ihnen unverwechselbare Gepräge. Die Vielzahl von frühdeutschen Wallanlagen war in ihrer Dichte einmalig im Freistaat. Bauzeugen aus nahezu allen Stilepochen waren anzutreffen. Auch Umgebindehäuser waren im Landkreis in regionaltypischer Bauweise vorhanden. Die Dörfer und Kleinstädte wiesen noch weitgehend unverfälschte Marktplätze und Zentren auf und ließen vereinzelt die Spuren des Hochmittelalters erkennen.
Einmalige sakrale Innenausstattungen in vielen Kirchen, meist in den Ortskernen gelegen, zeugten von hoher Kultur. Altäre und Altarteile von Peter Breuer zum Beispiel in Culitzsch, Mülsen St. Jacob und Thurm, Hartmannsdorf, Härtensdorf, Stangengrün, Weißbach, die Silbermannorgel in Fraureuth oder die Schlunziger Barockorgel von J. J. Donati d. Ä. lockten Besucher von weit her. Bekannt war auch das Zisterzienser Nonnenkloster in Crimmitschau/Frankenhausen. Villen in verschiedenen Baustilen, Fachwerkhäuser, Burgen und Schlösser bargen interessante Geschichten aus der Vergangenheit.
Im Zwickauer Land waren nahezu alle Burgen, Schlösser und Rittergüter erhalten. Wichtige Zeitzeugen waren das Schloss Blankenhain, das ein Museum beherbergte, Schloss Leubnitz,  Burg Schweinsburg, Schloss Wiesenburg, Schloss Wildenfels, Burg Schönfels und die Burg Stein. Das Schloss Steinpleis wurde 1858 im Stil der englischen Tudorgotik errichtet. Schloss Lauterbach in Neukirchen/Pleiße wurde 1884, im Neo-Renaissance-Stil, als Herrensitz des Ritterguts Lauterbach erbaut. In den Jahren 1907 bis 1909 erfuhr der Innenraum seine größte und zugleich bedeutendste Umgestaltung durch Henry van de Velde, die das Schloss aus der Klasse historistischer Herrensitze auf den Rang eines überregional bemerkenswerten Kulturdenkmales hebt.
Das am meisten besuchte Schloss war das als Agrar- und Freilichtmuseum dienende Schloss Blankenhain – ein in Sachsen einmaliger Komplex. Das Rittergut Blankenhain brannte 1661 ab. Bis 1700 wurde es neu gebaut und 1784 modernisiert. Zuletzt zeigte sich die schöne Anlage noch mit ihren charakteristischen Mansarddächern und barocken Turmhauben auf den beiden eckigen Renaissancetürmen. Das Rittergut konnte 1975 vor dem Abbruch gerettet werden und war seit 1981 Agrarmuseum mit vielen wertvollen Geräten aus der bäuerlichen Wirtschaft und Vergangenheit.
Die „Silberstraße“, inzwischen als Ferienstraße bekannt, begann in Zwickau, und in ihrem Verlauf bis Dresden fanden sich Zeugnisse des Bergbaus von seiner Blüte bis zum Niedergang.
Baukunst und technischer Fortschritt spiegelten sich auch in den zu unterschiedlichen Zeiten erbauten Brücken wider. Die Eisenbahnbrücken und Viadukte der Strecken Leipzig-Hof und Werdau-Zwickau entstanden 1843 bis 1851 und wurden vorwiegend als Ziegelbauwerke mit Bogenkonstruktion aus einheimischen Ziegeln der Leubnitzer und Werdauer Ziegeleien errichtet. Der Leubnitzer, der Steinpleiser und der Römertaler Viadukt werden als „kleine Schwestern“ der bekannten Göltzschtalbrücke bei Netzschkau bezeichnet. Diese Brücken sind bewundernswerte Zeugnisse technischer Entwicklung im 19. Jahrhundert. Ein eigenes Kapitel schrieben die Straßen- und Autobahnbrücken. Die Autobahnbrücke bei Wilkau-Haßlau überspannte in 45 Meter Höhe das Muldental auf einer Länge von 700 Metern.
Mit dem Ausbau der A 72 erhielt das Bauwerk einen neuen Oberbau, der auf den schlanken, 60 Jahre alten Pfeilern, weithin sichtbar, die Talschultern miteinander verbindet. Mit dem Ausbau der Fernverbindung von Frankfurt am Main nach Dresden zur sechsspurigen A 4 wurde in den 1990er-Jahren der Neubau der Brücke über das Pleißental bei Crimmitschau-Frankenhausen fertiggestellt.

## Städte und Gemeinden
(Einwohnerzahlen vom 31. Dezember 2006)
| Städte | |
| 1. Crimmitschau, Große Kreisstadt (21.953) 2. Hartenstein (4975) 3. Kirchberg (9336) 4. Werdau, Große Kreisstadt (23.925) 5. Wildenfels (4000) 6. Wilkau-Haßlau (11.595) Verwaltungsgemeinschaften 1. Verwaltungsgemeinschaft Crimmitschau-Dennheritz mit Sitz in Crimmitschau, Mitglieder: Crimmitschau und Dennheritz 2. Verwaltungsgemeinschaft Kirchberg mit Sitz in Kirchberg, Mitglieder: Crinitzberg, Hartmannsdorf b. Kirchberg, Hirschfeld und Kirchberg | Gemeinden 1. Crinitzberg (2238) 2. Dennheritz (1466) 3. Hartmannsdorf b. Kirchberg (1460) 4. Hirschfeld (1260) 5. Fraureuth (5703) 6. Langenbernsdorf (3974) 7. Langenweißbach (2829) 8. Lichtentanne (7022) 9. Mülsen (12.527) 10. Neukirchen/Pleiße (4364) 11. Reinsdorf (8565) |

## Kfz-Kennzeichen
Am 1. August 1994 wurde dem Landkreis das seit dem 1. Januar 1991 für den Landkreis Werdau gültige Unterscheidungszeichen WDA zugewiesen. Dieses wurde am 1. Januar 1995 vom neuen Unterscheidungszeichen Z abgelöst, das im Landkreis Zwickau durchgängig bis heute ausgegeben wird.